# ローレンス・トムズ
ローレンス・トムズ（Laurence Thoms、1980年3月26日 - ）は、フィジーの男子アルペンスキー選手。
2002年のソルトレイクシティオリンピックではフィジー唯一の代表として出場した。結果は大回転は欠場、回転で55位だった。